# Лакофарбова промисловість
Ла́кофа́рбова промисло́вість — підгалузь хімічної промисловості, що використовує різноманітну сировину й виробляє величезну номенклатуру лакофарбових матеріалів.
Лакофарбове виробництво включає: 
- виробництво напівфабрикатів — компонентів лакофарбових матеріалів (плівкоутворювальних речовин, пігментів, пластифікаторів, модифікаторів і т.д.)
- виробництво на їхній основі лакофарбових матеріалів (лаків, фарб, емалей, ґрунтовок, шпаклівок).

Промисловість виробляє понад 2,5 тис. різновидів лаків, фарб, ґрунтовок, шпаклівок, що застосовуються для захисту від атмосферного впливу, а також для декоративної обробки машин, пристроїв, виробів з металу, залізобетону, деревини, пластмас.